# Pete Thomas
Pete Thomas (* 9. srpna 1954, Hillsborough, Sheffield, Anglie) je britský bubeník, nejvíce známý jako člen doprovodné skupiny Elvise Costella. Tom Waits o něm v jednom rozhovoru řekl, že je „jeden z nejlepších žijících rockových bubeníků“. Před zahájením spolupráce s Costellem hrál se skupinou Chilli Willi and the Red Hot Peppers. Spolupracoval s mnoha dalšími hudebníky, mezi které patří například John Paul Jones ze skupiny Led Zeppelin, se kterým nahrál album The Sporting Life.